# Hans Alexander Gerlanius
Hans Alexander Gerlanius, född 24 februari 1951 i Hultsfred i Vena församling i Småland, är en svensk gallerist, entreprenör, poet och konstnär.  Han står bakom flera konst- och kulturrelaterade webbplatser, bland annat konstnärslexikonet Lexikonett Amanda och kulturnätverket Kultur1, som han grundade.
Efter att ha varit bosatt i USA återflyttade Gerlanius till Sverige 1989. År 1994 öppnade han Galleri Gerlanius på Öland. År 2001 flyttade han till Stockholm, där han öppnade en konsthandel. Gerlanius delade under 1990-talet ut Gerlaniusstipendiet. Stipendiet mottogs 1996 av Weikko Kuuzela, 1997 av Sven Svensson, 1998 av Sven-Bertil Svensson och 1999 av Adam Hedin.

## Offentliga verk i urval
- Kalmar sjukhus
- Sveriges Riksdag
- Svenska Handelsbanken